# Ligue française contre l'épilepsie
 (juin 2018).
La Ligue française contre l'épilepsie ou LFCE, est une association française accueillant tous les professionnels concernés par la prise en charge des personnes souffrant d'épilepsie, et dont l'objectif est de « favoriser les progrès dans les dimensions médicales, sociales et éthiques de l’épilepsie ».
Elle représente le chapitre français de la ligue internationale contre l'épilepsie (ILAE). Parmi ses actions et missions, on trouve la formation des professionnels, le soutien à la recherche fondamentale et clinique, et l'éducation thérapeutique des patients et des entourages. Elle organise chaque année les Journées françaises de l'épilepsie.  

## Historique
La LFCE a été officiellement fondée et ses statuts déposés à la préfectures des Bouches-du-Rhône le 31 mai 1949 à l'initiative d'Henri Gastaut. Le but initial était l'organisation de la 7e réunion de la ligue internationale contre l'épilepsie à Paris en Septembre 1949. Il s'agissait alors de la première réunion internationale de l'après-guerre, qui visait à dynamiser une communauté internationale mise sur pied en 1909 à Budapest par 10 membres fondateurs dont 3 français : A. Marie, Landouzy et Raymond. 
Le premier bureau de la LFCE comportait un président, deux vice-présidents, un secrétaire et un trésorier : les docteurs Alajouanine, Aujaleu, Dechaume, Gastaut et Rémond. 